# Jeux de filles
Jeux de filles est le septième épisode de la vingt-troisième saison de la série télévisée d'animation américaine South Park. Le 304e épisode au total de la série, il a été diffusé en premier sur Comedy Central aux États-Unis le 13 novembre 2019. L'épisode parle du fait d'à quel point une discussion franche sur les athlètes transgenres est rendue difficile par le politiquement correct.

## Synopsis
L'émission s'ouvre sur une nouvelle chanson thème dédiée aux bébés PC, qui sont les enfants quintuplés très politiquement corrects du principal PC de l'école élémentaire de South Park et de la vice-principale Femme Forte. À l'école de South Park, le principal PC annonce que Forte participera à une compétition de femmes fortes où elle est la championne en titre. Elle encourage les filles de l'école à être plus actives dans les sports et activités scolaires. 
Les élèves de quatrième année Eric Cartman, Stan Marsh, Butters Stotch, Clyde Donovan et Scott Malkinson sont dans un club de jeu nommé Dice Studz jouant à Dungeons & Dragons. Ils sont interrompus par le conseiller scolaire M. Mackey qui fait venir Tammy Nelson et Nichole Daniels qui souhaitent se joindre. Bien que les garçons hésitent à les laisser jouer, les filles affichent immédiatement une connaissance avancée du jeu qui étourdit les garçons. Cartman, Butters et Scott se plaignent à Mackey des filles de leur club mais ils sont renvoyés. Les garçons décident collectivement de jouer à des jeux miniatures de table pour rendre leurs jeux "trop difficiles à jouer pour les filles", mais les filles arrivent immédiatement préparées pour le jeu, et Stan devient plus à l'aise à leur présence. Cartman, Butters et Scott implorent le Congrès des États-Unis de remettre leur club tel qu'il était. En réponse, les filles créent leur propre club de jeu nommé Board Girls, qui est extrêmement populaire. Les garçons sont fascinés par leur nouveau club, mais Mackey les expulse du club car une nouvelle règle à l'école n'autorise plus les garçons dans les clubs de filles, résultat direct des appels des garçons au Congrès.
Lors de la compétition de femme forte, Femme est interviewée et dit qu'il y a une nouvelle athlète transgenre en compétition nommée Heather Swanson. Lorsque Swanson est présentée, il est révélé qu'elle est une athlète barbue extrêmement musclée (une parodie de "Macho Man" Randy Savage) qui n'a commencé à s'identifier comme une femme qu'il y a quelques semaines. Swanson bat facilement les autres concurrents pour remporter le concours, Femme terminant à la deuxième place. Swanson rend visite à Femme et Principal chez eux pour se vanter de sa victoire et se dispute avec Principal, le traitant de transphobe. Swanson a une interview dans un talk-show sportif avec plusieurs trophées et récompenses, car elle a remporté tous les concours sportifs féminins auxquels elle a participé récemment. Elle lance un défi à Femme, qui regarde la télévision à la maison. Femme révèle au principal qu'elle connaît personnellement Swanson comme son ex-petit ami Blade Jaggart, et la raison des attaques de Swanson contre Femme est due au sentiment de Swanson qu'il a été battu par une femme lors de leur rupture. Alors que Swanson a une interview célébrant son succès dans les arts martiaux mixtes, le principal l'interrompt sur le plateau, provoquant une autre dispute. Dans le feu de l'action, Principal pousse Swanson qui recule et plonge volontairement à travers une table, la brisant.
La réputation du principal est endommagée par ses actions et Femme le console dans un parc car le principal ne veut pas affronter ses bébés à cause de ses actions. Le principal décide d'inviter Swanson à l'école de South Park en tant que conférencier motivateur pour tenter de compenser ses actions. Alors que Swanson se vante de sa capacité à battre n'importe quelle femme à n'importe quel concours, les filles de Board Girls rétorquent qu'elle serait incapable de battre l'une d'entre elles dans certains de leurs jeux préférés. Swanson accepte leur défi et est battu à plusieurs reprises par les Board Girls dans divers jeux. Swanson part en colère alors que Cartman invite Swanson à créer son propre club à la place. Le principal rentre chez lui et constate que ses enfants ont accepté ses actions car ils ont compris la nuance de son discours et s'en fichent tout simplement.

## Accueil
Jesse Schedeen d'IGN a attribué à l'épisode une note de 7,4 sur 10, louant la façon dont il s'éloigne des événements actuels et déclarant: «Comme nous l'avons vu à maintes reprises, South Park est généralement mieux quand il n'essaie pas de déchirez les intrigues directement des gros titres actuels, mais s'efforcent plutôt d'être d'actualité tout en étant toujours d'actualité."
Chris Longo avec Den of Geek a donné à l'épisode 3 étoiles sur 5 et a commenté que l'épisode "laissait beaucoup à désirer", soulignant en particulier l'utilisation de la parodie de Randy Savage pour commenter la critique transgenre comme "irresponsable et bâclée dans sa mise en place et tire sa révérence quand il a la chance de patauger dans la zone grise de son commentaire social prévu."